# Olvera
Olvera település Spanyolországban, Cádiz tartományban. Olvera Algodonales, Alcalá del Valle, El Gastor, Coripe, Morón de la Frontera, Pruna, Algámitas, Cañete la Real, Setenil de las Bodegas, Torre Alháquime, Ronda és Montecorto községekkel határos. Lakosainak száma 7864 fő (2024).

## Népesség
A település népessége az utóbbi években az alábbiak szerint változott:
| Lakosok száma | 8538 | 8549 | 8612 | 8589 | 8549 | 8351 | 8233 | 8113 | 8016 | 7864 |
|               | 2001 | 2004 | 2006 | 2009 | 2011 | 2014 | 2016 | 2019 | 2021 | 2024 |